# Цоньо
Цоньо, Дзоньйо (італ. Zogno) — муніципалітет в Італії, у регіоні Ломбардія, провінція Бергамо.
Цоньо розташоване на відстані близько 490 км на північний захід від Рима, 55 км на північний схід від Мілана, 11 км на північ від Бергамо.
Населення — 9084 особи (2014).

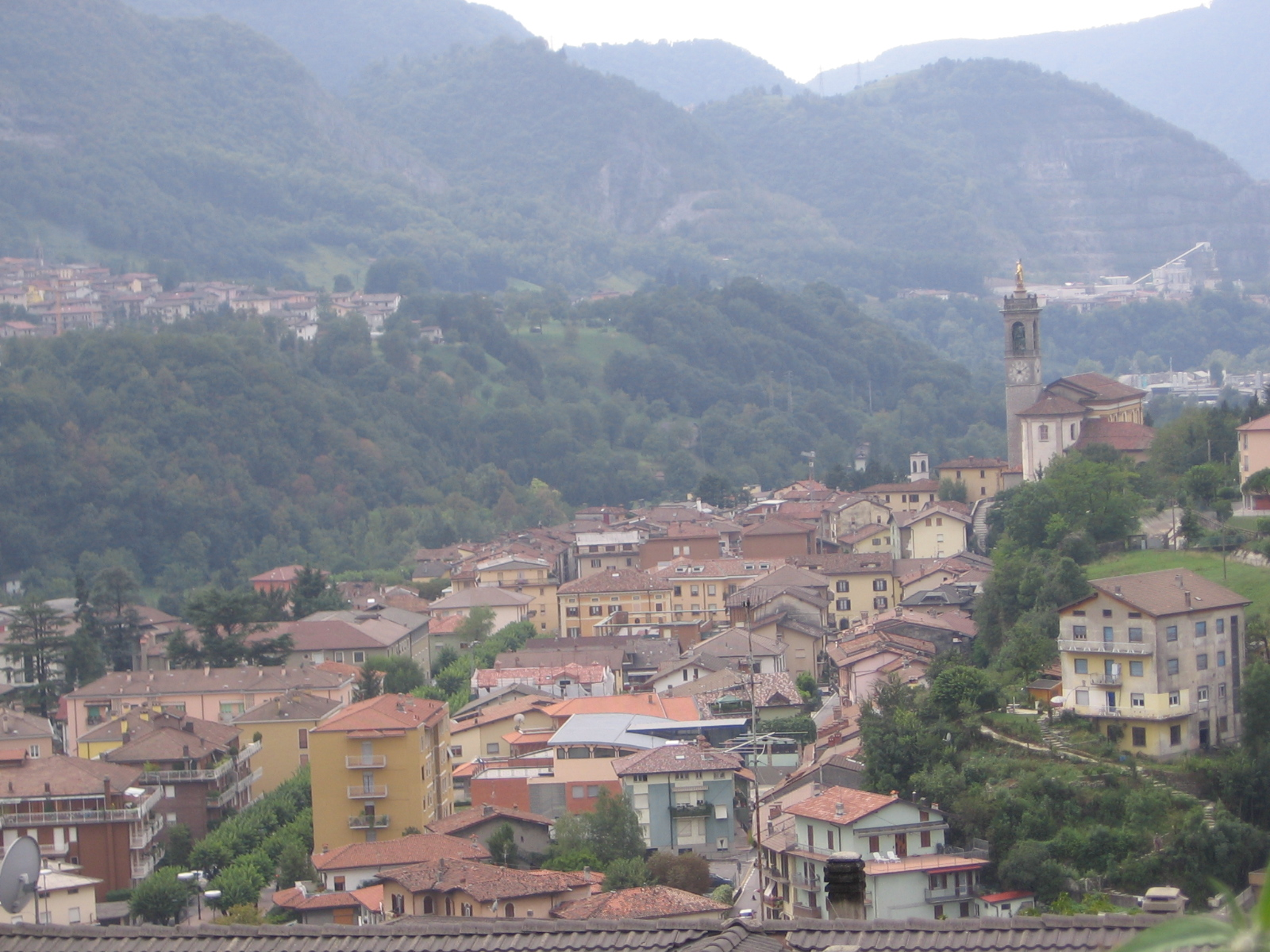

Щорічний фестиваль відбувається 10 серпня. Покровитель — Святий Лаврентій.

## Демографія
Населення за роками:

Станом на 1 січня 2023 року в муніципалітеті офіційно проживали 243 іноземці з 41 країни, серед них 61 громадянин країн Євросоюзу та 31 громадянин України.

## Сусідні муніципалітети
- Альгуа
- Альцано-Ломбардо
- Бракка
- Валь-Брембілла
- Коста-Серина
- Нембро
- Понтераніка
- Сан-Пеллегрино-Терме
- Седрина
- Соризоле